# Agrò (torrent)
L'Agrò est un fleuve côtier de la région de Messine. Son nom provient du grec ancien αγρός (agròs) qui signifie terre cultivée ou champ.

## Parcours

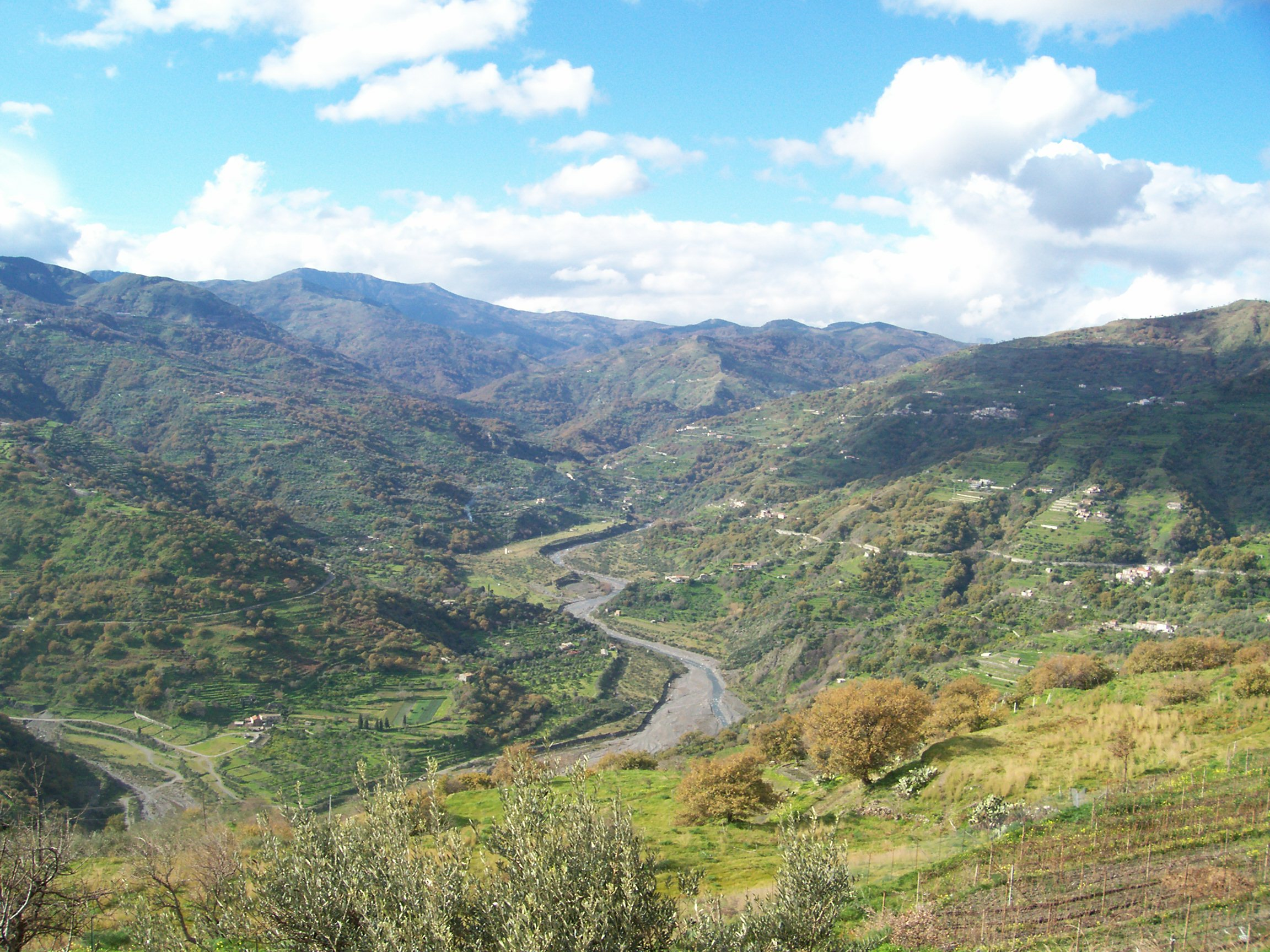
La Fiumara d'Agrò vue de Casalvecchio Siculo.

L'Agrò prend sa source entre la Montagna Grande et la Montagna di Vernà (monts Peloritani), à proximité des communes de Fondachelli-Fantina et Antillo. Après un parcours de 15 km dans la (val d'Agrò, il se jette dans la mer Ionienne entre les communes de Sant'Alessio Siculo et Santa Teresa di Riva.

## Communes traversées
- Antillo, Limina, Forza d'Agrò, Casalvecchio Siculo, Savoca, Santa Teresa di Riva, Sant'Alessio Siculo.